# Полковой петух
«Полковой петух» (фр. Le coq du régiment) — французский кинофильм по пьесе Алена Монжардена. В главной роли — Фернандель.

## Сюжет
Сослуживцы называли лейтенанта Лавиретта «полковой петух». Это прозвище он заслужил благодаря своим любовным победам. Однако, однажды, соблазнив молодую девушку, он очутился в очень деликатной ситуации, и чтобы выпутаться из неё, он обратился за помощью к своему другу Мюзиньи.

## В ролях
- Фернандель — Медар
- Андре Роан — Люсьен Лавиретт
- Кристиан Делайн — Кристиан
- Жинетт Гобер — мадам Лавиретт
- Габи Бассе
- Жанна Фузье-Гир
- Руф Фельдер — Маргарет
- Луи Флоренси — Монбризар
- Шарль Принс — Мюзиньи